# Selec
Selec je naseljeno mjesto u okrugu Trenčín u  Trenčínskom kraju u Slovačkoj.

## Stanovništvo
| Godina:     | 1994. | 2004.   | 2014.   | 2024.   |
| ----------- | ----- | ------- | ------- | ------- |
| Broj ljudi: | 904   | 957     | 1004    | 1007    |
| Razlika:    |       | +5,86 % | +4,91 % | +0,29 % |

| Godina:     | 2023. | 2024.   |
| ----------- | ----- | ------- |
| Broj ljudi: | 1004  | 1007    |
| Razlika:    |       | +0,29 % |

Prema podacima o broju stanovnika iz 2024. godine naselje je imalo 1007 stanovnika.

## Vanjske poveznice
|  | Zajednički poslužitelj ima još gradiva o temi Selec |

- Službena stranica naselja (sl.)